# Лушников, Дмитрий Сергеевич
Дмитрий Сергеевич Лушников (22 августа 1989 года, Луховицы, Московская область, Россия) — российский футболист, полузащитник.

## Карьера
Воспитанник ГУОР «Бронницы». Свою профессиональную карьеру начинал в «Луховицах». Затем в течение нескольких лет защищал цвета команд из различных зон Второго дивизиона России. В 2016 году перешёл в клуб армянской Премьер-лиги «Мика».

## Достижения
- Серебряный призёр зоны «Юг» Второго дивизиона: 2013/14
- Бронзовый призёр зоны «Центр» Второго дивизиона (2): 2007, 2008